# Шестар (сазвежђе)
Шестар (лат. Circinus) је једно од 88 савремених сазвежђа. Налази се на јужној хемисфери, мало је по површини (4. најмање сазвежђе) и нема звезда сјајнијих од треће магнитуде. Креирао га је у 18. веку француски астроном Никола Луј де Лакај да би покрио простор између Кентаура и Јужног троугла.

## Звезде
Алфа Шестара је најсјајнија звезда овог сазвежђа, магнитуде 3,18. Бета Шестара је звезда А класе са главног низа Х-Р дијаграма, и са магнитудом 4,1 је друга најсјајнија звезда Шестара. Трећа најсјајнија је гама Шестара, бинарни систем кога чине две врло блиске звезде — плава и жута. Магнитуда гаме Шестара је 4,51.

## Објекти дубоког неба
У Шестару се налазе објекат (двојна звезда) Circinus X-1 који се састоји од неутронске и звезде главног низа. Пар је извор X зрака, а од Сунца је удаљен око 20.000 светлосних година.
Други значајан објект дубоког неба је галаксија Шестар, спирална галаксија у којој се уочавају два прстена — унутрашњи окружује црну рупу која се налази у средишту, а у спољном долази до формирања звезда. Галаксија Шестар је откривена 1975. године, а од Сунца је удаљена око 15 милиона светлосних година.